# Agilisaurus
Agilisaurus (/ˌædʒɪlɪˈsɔːrəs/; 'thằn lằn nhanh nhẹn') là một chi khủng long, được Peng G. mô tả khoa học năm 1990.